# دنگپیا
دنگپیا، روستایی است از توابع بخش دابودشت شهرستان آمل در استان مازندران ایران.

## جمعیت
این روستا در دهستان دابوی جنوبی قرار دارد و براساس سرشماری مرکز آمار ایران در سال ۱۳۸۵، جمعیت آن ۶۱۷ نفر (۱۵۷خانوار) بوده‌است.

## اقتصاد

### کشاورزی
شغل اصلی اهالی این روستا کشاورزی است و اکثراً در زمین‌های خود به کاشت برنج میپردازند .برنج‌های محبوب این روستا گونه‌های طارم و هاشمی است هرچند چند سالیست بعضی از کشاورران به کاشت انواع دیگر برنج نیز روی آورده‌اند.

### دامداری
اکثر روستاییان حیواناتی همچون مرغ ،اردک و... در خانه خود دارند ولی کسانی که شغل اصلیشان دامداری باشد اندک هستند.

### باغداری
برخی از اهالی باغ‌هایی اغلب با درخت‌های مرکبات دارند ،شامل:
● پرتقال(اغلب از گونه‌های تامپسون ،خونی )
● نارنج
● نارنگی(اغلب از گونه یافا)

### سایر
از مشاغل فرعی روستا که در کنار شغل اصلی و به صورت پاره وقت صورت میگیرد می‌توان به موارد زیر اشاره کرد.
۱. کاشت سبزه عید در ماه‌های آخر سال
۲. زراعت و کاشت انواع سبزیجات مانند پیاز ،سیر ،نعنا آبی(به مازنی:اوجی) و ....
۳. بافتن قالی که چندین دهه است کنار گذاشته شده‌است.

## امکانات

### تحصیل
دنگپیا دارای پیش دبستانی و مدرسه ابتدایی است. در سال‌های اخیر به دلیل مهاجرت و شهرنشینی دبستان با کمبود دانش آموز مواجه شده‌است و احتمال دارد در چند سال آینده مدرسه بسته شود.

### درمان
در دنگپیا خانه بهداشتی تحت نظارت مرکز بهداشت آمل وجود دارد که دارای دو بهورز است. هفته ای یکبار دکتری عمومی که هر چند ماه عوض می‌شود برای چند ساعت در روزی معین حضور میابد.

### شغل
دنگپیا دارای فرصت‌های شغلی دائمی و فصلی است. از فرصت‌های شغلی فصلی می‌توان نیاز به کارگر در هنگام نشا و برداشت(امروزه ماشینی شده‌است)اشاره کرد. از فرصت‌های دائمی می‌توان به خرید یا زارع(کسی که با سهمی در برداشت زمین دیگران را کشت می‌کند)دیگران شدن اشاره کرد.

## جاذبه‌های گردشگری

### حمام تایخی
حمام تاریخی روستای دنگپیا که قدمت آن به دوره قاجاریه برمیگردد یکی از زیبایی‌های این روستا به‌شمار میرود.چندین سال است که نظراتی مبنی تغییر کاربری آن به موزه یا یک مکان آبی مدرن با طرح قدیمی بیان شده‌است ولی اقدامی صورت نگرفته‌است .متأسفانه این حمام تاریخی رها شده و به آن رسیدگی نمیشود.

### ازار دار
یکی از دیگر جاذبه‌های گردشگری این روستا درختی با قدمت بیش ازهزار سال بود ،به علت بزرگی و شاخه‌های زیاد آن ،به آن لقب ازاردار در زبان محلی دادند که در زبان فارسی به معنی هزار درخت است. متأسفانه این درخت در طوفان سال 95 صدمه دید و قطع شد.